# Kaşlıkaya, Çıldır
Kaşlıkaya là một xã thuộc huyện Çıldır, tỉnh Ardahan, Thổ Nhĩ Kỳ. Dân số thời điểm năm 2010 là 137 người.